# أريستيد ديفلوبمنت (فرقة)
أريستيد ديفلوبمنت فرقة هيب هوب أمريكية تأسست وظهرت في انتلانتا في عام 1988م ميلادي، وكانت قد أنشئت لتكون بديل إيجابي لفرقة جانجاستا راب التي أسسن في الثمانينات، أسسها سبيتش و هيدنر، وقد التقى سبيتش و بابا أوجي في جامعة ويسكونسن أناء فترة دراستهم الجامعية، وقد كان عمر بابا أوجي 57 عام.